# Rio Meu
O rio Meu é um rio localizado nos departamentos de Côtes-d'Armor e Ille-et-Vilaine, no noroeste da França. Tem 84,8 km de comprimento. Nasce em Saint-Vran, 2,4 km a oeste da vila e corre para sudeste. É afluente pela margem esquerda do rio Vilaine, encontrndo-se os rios na comuna de Goven, 5,7 km a nordeste da vila. A sua nascente é próxima das dos rios Nanian e Yvel.
Ao longo do seu percurso passa pelos seguintes departamentos e comunas:
- Côtes-d'Armor: Saint-Vran, Mérillac, Merdrignac, Saint-Launeuc, Trémorel, Loscouët-sur-Meu
- Ille-et-Vilaine: Gaël, Muel, Bléruais, Saint-Maugan, Saint-Gonlay, Iffendic, Montfort-sur-Meu, Breteil, Talensac, Cintré, Mordelles, Bréal-sous-Montfort, Chavagne, Goven